# 地球村文化芸術平和協会
地球村文化芸術平和協会（ちきゅうそんぶんかげいじゅつへいわきょうかい、Global Association of Culture and Peace）は国際的な民間交流団体。略称は GACP。スポーツや芸術など多様な文化交流を通して、互いを理解し、対話できる和合の場を提供し、国家と民族の限界を超える愛と平和を実現することが目的。

## 概要
国籍や宗教を問わず、世界の国々から会員たちが集まり、サッカーを始めとするスポーツ競技、芸術公演、文化および学術交流、国際会議などのプログラムが実施される。大会形式は国際平和サッカー大会、世界平和交流大会、 GACPカンファレンス、アジア平和カップサッカー大会、ヨーロッパ平和カップサッカー大会など多様。

## 歴史
創設者はCGM（キリスト教福音宣教会）創設者である鄭明析（チョンミョンソク）。1999年8月に引かれた第一回国際平和サッカー大会から始まり、2002年、第6回大会では35か国、20万人が参加し、宗教と理念を超えた平和の大会を作り出した。
| 開催年月   | 開催国・都市             | 大会名                            |
| ---------- | ------------------------ | --------------------------------- |
| 1999年8月  | フランス・パリ           | 第1回国際平和サッカー大会         |
| 1999年10月 | イタリア・ミラノ         | 第2回国際平和サッカー大会         |
| 2000年4月  | ドイツ・シュツットガルト | 第3回国際平和サッカー大会         |
| 2000年9月  | イギリス・ロンドン       | 第4回世界親善サッカー大会         |
| 2001年4月  | 台湾・台北               | 第1回アジア平和杯サッカー大会2001 |
| 2001年8月  | アメリカ・ハワイ         | 第5回世界平和交流大会             |
| 2002年8月  | 韓国・大田               | 第6回GACPカンファレンス           |
| 2003年8月  | スペイン・グラナダ       | 第1回ヨーロッパGACP平和カップ大会 |
| 2004年8月  | 日本・長野               | 第8回GACPカンファレンス           |